# Thomas Thomson (Chemiker)

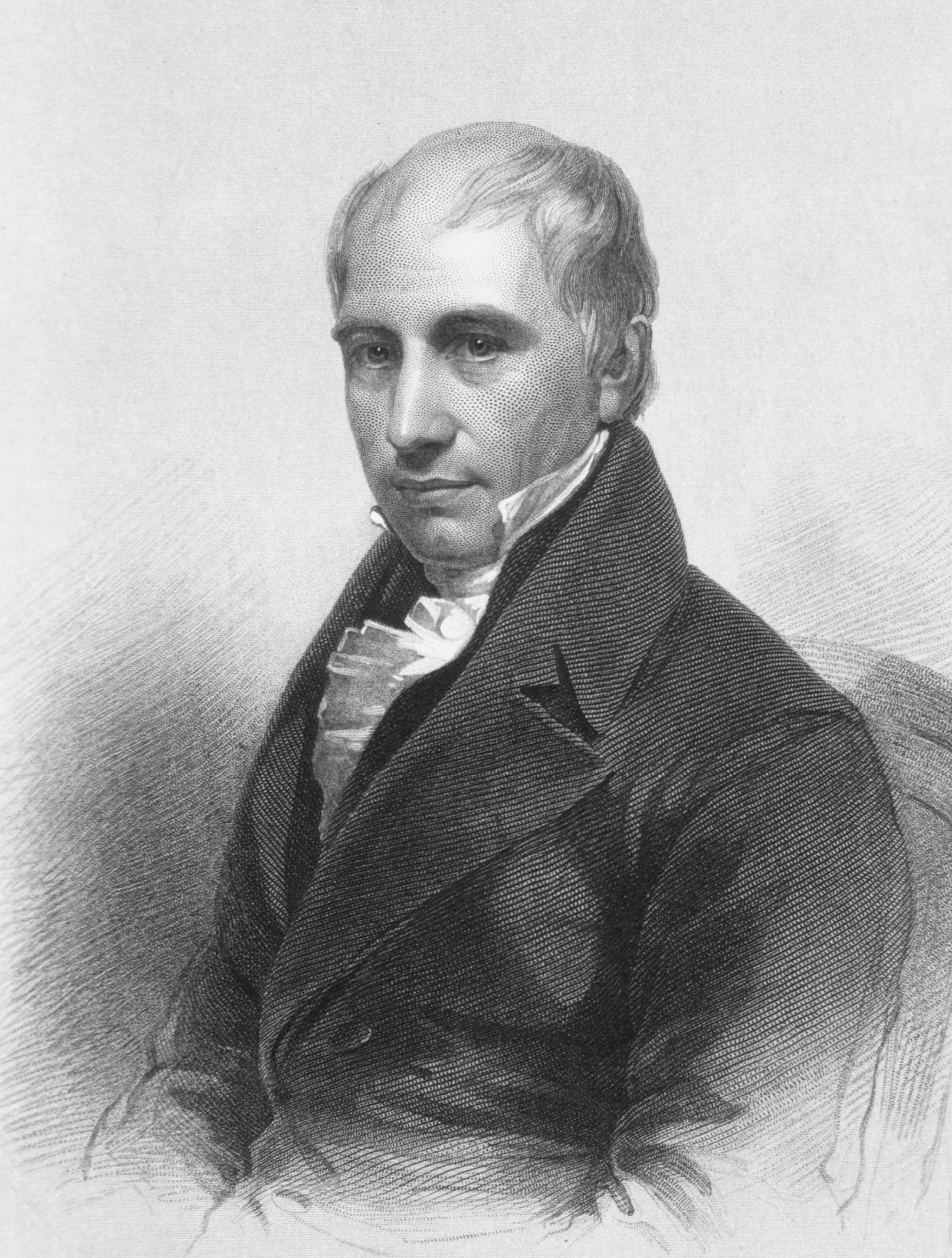
Thomas Thomson (Chemiker).

Thomas Thomson (* 12. April 1773 in Crieff, Perthshire; † 2. Juli 1852 in Kilmun, Argyleshire) war ein schottischer Chemiker und Mineraloge. Er trug über seine Lehrbücher viel zur Verbreitung der Atomtheorie von John Dalton bei.

## Leben und Werk
Thomson ging in Dundee zur Schule und besuchte die University of St. Andrews, wo er klassische Sprachen, Mathematik und Naturwissenschaften studierte. Danach studierte er Medizin in Edinburgh mit dem Abschluss (M.D.) 1799. An der Universität begann er sich angeregt durch Joseph Black mit Chemie zu befassen und erteilte nach dem Studium Privatunterricht in Chemie in Edinburgh. Außerdem war er ab 1796 als Nachfolger seines Bruders James Mitherausgeber des Supplements der 3. Auflage der Encyclopaedia Britannica, wo er Artikel über Chemie, Naturstoffe und Mineralogie verfasste. Dies bildete auch die Grundlage seines Buchs System of Chemistry (1802). Für die 7. Auflage der Encyclopaedia Britannica von 1842 schrieb er den Artikel Chemie. 1811 besuchte er Schweden und zog danach nach London, ging aber 1817 als Lecturer nach Glasgow. Thomson war 1818 bis 1852 Regius Professor für Chemie an der Universität Glasgow. Seine Lehrverpflichtungen übernahm 1846 sein Neffe und Schwiegersohn Robert Dundas Thomson (1810–1864), der ihn schon ab 1841 in den Vorlesungen unterstützte.
1820 entdeckte er ein neues Zeolith-Mineral, das nach ihm als  Thomsonite benannt wurde. 1831 schlug er den englischen Begriff Silicon für das Silicium vor. Er war ein früher Anhänger der Atomtheorie von John Dalton, unter anderem in seinem Buch Elements of Chemistry ab der 3. Auflage 1807. Außerdem erfand er ein Saccharometer (als Berater des Scottish Excise Board). Im Unterricht legte er Wert auf Laborarbeit und galt als erster Lehrer praktischer Chemie an einer britischen Universität.
Thomson war Präsident der Philosophical Society of Glasgow. Ab 1813 war er Herausgeber der monatlichen Zeitschrift Annals of Philosophy, das 1827 mit dem Philosophical Magazine verschmolz. 1800 gehörte er zu den Gründungsmitgliedern der Wernerian Natural History Society (die zu Ehren des Neptunisten Abraham Gottlob Werner benannt war) und er war ein Gegner von James Hutton.
Sein Sohn war der Botaniker Thomas Thomson (1817–1878).
1811 wurde er Fellow der Royal Society, 1805 der Royal Society of Edinburgh und 1815 korrespondierendes Mitglied der Königlich Schwedischen Akademie der Wissenschaften.

## Werke
- A System of Chemistry of Inorganic Bodies., (1. Auflage 1802; 7. Aufl. 1831, 4 Bde.) . Deutsche Übersetzung der 2. Auflage in 4 Bänden, 1805 von Friedrich Wolff .
- Elements of Chemistry. 1810;
- History of the Royal Society, from its institution to the end of the eighteenth century. 1812
- An Attempt to Establish the First Principles of Chemistry by Experiment. 1825
- The History of Chemistry. Henry Colburn and Richard Bentley, London 1830–31
- Outlines of Mineralogy, Geology and Mineralogical Analysis. 2 Bände. Glasgow 1836
- Chemistry of Animal Bodies. 1843